# Miren Arenzana Letamendi
Miren Arenzana Letamendi (Bilbao, 6 de junio de 1965) es una artista vasca.

## Biografía
Miren Arenzana nació en Bilbao en 1965. Se licenció en Bellas Artes en la especialidad de escultura en la Universidad del País Vasco (UPV/EH. Después se transladó a Londres para realizar el Postgraduado Advanced Studies in Sculpture en el Central St. Martins of Art and Design.
Arenzana participó en los talleres de Arteleku, dirigidos por Ángel Bados y Francisco Javier San Martín. En 1990 e conceden la Beca Juan de Otaola y Pérez de Saracho del Ayuntamiento de Basauri y al año siguiente la Beca de Creación Artística del Gobierno Vasco.

Tras su exposición Joseph & Josephine de 1992, el historiador y crítico de arte Xabier Sáenz de Gorbea escribió sobre su trabajo:
"Es el suyo un constructivismo futurista de plástico y aluminio. Sus piezas tienen el interés añadido de provocar historias en el interior de sus formas. Muchas veces tan solo ocupados por pegatinas y pequeñísimos muñecos y figuras humanas con referencias al espacio tanto sideral como al interespacio, a lo exterior como a lo interior e íntimo, al macrocosmos como al microcosmos".

## Exposiciones
- 1990 Spite Byte, Basauri Art´s Council Gallery. Bilbao.
- 1992 Joseph& Josephine, Trayecto Gallery , Vitoria.
- 1993 If I were you...RED, Gran Vía BBK Gallery, Bilbao.
- 2004 Kolorezko biotza, London Met: Business Link, Londres.
- 2008 From the absurdity of the heights, Centre d´Art Santa Mònica (CASM), Barcelona
- 2007 La bola de cristal: Le Module, Centro de Arte Palacio Montehermoso, Vitoria. España[4]
- 2010 Playroom: Kit de Sculpture, Galerie du Tableau, Marseille, Francia
- 2013+ De Lumière, Marseille Provence Capital Européenne de la Culture.
- 2015 Love 3, Galería Carreras Mugica, Bilbao.[5]

### Exposiciones colectivas
- 1994 Un Siglo de Arte en el Koldo Mitxelena Kulturunea de Donostia.
- 1995 Plástica Contemporánea en el Antiguo Depósito de Aguas de Vitoria

## Premios y reconocimientos
- Seleccionada en la Muestra de Arte Joven'92 organizada por INJUVE-Instituto de la Juventud, Madrid.
- Premio Gure Artea 2019.[6]
- XVIII Convocatoria de Ayudas a la Creación Visual, categoría artes plásticas, 2014[7]